# Sarah Wright
Sarah Fay Wright Olsen (Louisville (Kentucky) 28 september 1983) is een Amerikaanse actrice. Ze is bekend met de terugkerende rol van Mandy Davis in de dramaserie Spinning Out.

## Levensloop
Wright begon haar acteercarrière op jonge leeftijd. Ze speelde in 2006 de terugkerende rol van Jane in de dramaserie 7th Heaven en in 2011 als Millicent Gergich in de sitcom  Parks and Recreation. In 2017 speelde Wright samen met Tom Cruise in de komische actiefilm American Made als Lucy Seal.
Ze studeerde af aan de Seneca High School in Louisville en trouwde in 2005 met A.J. Mason; ze scheidden in 2006. In 2011, tijdens een aflevering van de talkshow The Talk, kondigde Wright haar verloving aan met acteur Eric Christian Olsen. Ze trouwden op 23 juni 2012 en hebben drie kinderen.
Wright en actrice Teresa Palmer waren mede-oprichter van de ouderschapssite Your Zen Mama en co-auteur van het boek Zen Mamas: Finding Your Path Through Pregnancy, Birth and Beyond in 2021.

## Filmografie

### Films
Uitgezonderd korte films.
- 1998: Enchanted als David's middelbare school date
- 2007: X's & O's als Jane
- 2008: Made of Honor als sexy blond
- 2008: Wieners als Lavender
- 2008: The House Bunny als Ashley
- 2008: Surfer, Dude als Stacy
- 2011: Touchback als Jenny
- 2012: Celeste & Jesse Forever als bruidsmeisje
- 2013: 21 & Over als Nicole
- 2014: Walk of Shame als Denise
- 2017: American Made als Lucy Seal
- 2019: The Place of No Words als Sarah / ridder in glanzend harnas

### Televisieseries
Uitgezonderd eenmalige gastrollen.
- 2004-2005: Quintuplets als Paige Chase (22 afleveringen)
- 2006: The Loop als Lizzy (7 afleveringen)
- 2006-2007: 7th Heaven als Jane (17 afleveringen)
- 2011: Mad Love als Tiffany Haines (7 afleveringen)
- 2011-2013: Parks and Recreation als Millicent Gergich (5 afleveringen)
- 2013: Men at Work als Molly (3 afleveringen)
- 2014: Mixology als Laura (3 afleveringen)
- 2014-2015: Marry Me als Dennah (18 afleveringen)
- 2020: Spinning Out als Mandy Davis (10 afleveringen)